# La Libertad (Petén)
La Libertad es un municipio del departamento de Petén. Colinda al norte con México y San Andrés; al este con San Francisco, San Benito, y parte de Sayaxché; al sur con Sayaxché, Las Cruces y San Francisco en una pequeña franja; al poniente con Las Cruces y los estados mexicanos de Chiapas y Tabasco. Para las actividades sociales, se inician con la elección de la Flor de la Feria. También hay actividades como carrera de caballos, pelea de gallos, y otras actividades organizadas por los ganaderos del lugar. En la plaza central hay una ceiba -Árbol Nacional de Guatemala- la que fue plantada el tercer domingo del mes de mayo de 1936, en acto solemne presidido por el señor intendente municipal Antonio Matus.  De la cabecera municipal a la ciudad de Flores hay 32 km y a la ciudad capital 504 km. Su extensión territorial es de 5,272 km², volviéndolo el segundo municipio más extenso del país.
Su frontera con México fue establecida en 1896, tras el Tratado Herrera-Mariscal que suscribiera el presidente Justo Rufino Barrios en 1882 con el gobierno de México, y por medio del cual el gobierno guatemalteco renunció definitivamente a sus reclamos sobre el territorio de Soconusco y Guatemala perdió cerca de 10,300 km, catorce pueblos, diecinueve aldeas y cincuenta y cuatro rancherías, mientras que México perdió solamente un pueblo y veintiocho rancherías.  Fue tan nefasto el convenio para Guatemala, que el informe del director de la Comisión de Límites, el ingeniero Claudio Urrutia, fue confiscado por el gobierno del presidente Manuel Estrada Cabrera cuando se hizo público en 1900, y luego por el gobierno del licenciado Julio César Méndez Montenegro cuando se reimprimió en 1968.
Desde 1950 el contrato de concesión N.º 2-85 otorgó el «campo Xan» a la empresa Basic Resources, que comenzó a explorar los posibles yacimientos petroleros en Guatemala durante la década de 1970 e inició su explotación comercial en 1980. Para 1993, Basic Resources ya tenía establecida una refinería en La Libertad, y un oleoducto hasta los pozos Xan en la Laguna del Tigre, que tuvo severas críticas por la contaminación del área.
En 1978 se fundó el parcelamiento de Las Dos Erres, como parte del programa de colonización del programa de Fomento y Desarrollo Económico del Petén (FYDEP), pero cuando las Fuerzas Armadas Rebeldes trasladaron sus operaciones guerrilleras a la región se produjo una de las peores masacres de la Guerra Civil de Guatemala entre 6 y el 8 de diciembre de 1982 dejando a doscientos un campesinos muertos.
Al finalizar de la década de 1990 la empresa Basic Resources fue comprada por la compañía estadounidense Union Pacific, y vendida de nuevo en 2001 a la sociedad privada francesa Perenco.

## Demografía
El municipio de La Libertad cuenta actualmente con más de 86,171 habitantes distribuidos en 80 comunidades, las que se clasifican en pueblo, aldeas, caseríos, cooperativas y parcelamientos.  Algunas de estas comunidades cuentan con los servicios básicos y el alcalde municipal nombra a un vecino de cada comunidad como alcalde Auxiliar, quien será el responsable de representar a su comunidad ante el Concejo Municipal. Su población se compone por un 78% de mestizos y un 22% de indígenas. En las comunidades Qeqchi's el Alcalde Indígena no es nombrado por el alcalde municipal; en los meses de octubre y noviembre de cada año hacen sus asambleas generales en las comunidades para elegir al Alcalde Indígena que estará haciendo gestiones ante la municipalidad para el beneficio de sus comunidades como escuelas, carreteras, pozo mecánico o agua potable en otras necesidades en las comunidades. La cabecera municipal está asentada en las llanuras que conforman las sabanas peteneras con una población de más de diecisiete mil habitantes. 
Actualmente el gobierno municipal está compuesto por una Corporación Municipal, presidida por el alcalde, dos síndicos y siete concejales, quienes duran en sus funciones 4 años. En las oficinas municipales, se cuenta con Registro Civil, Tesorería, Relaciones Públicas, Secretarías, Oficiales en todas las secciones, Policía Municipal y el juzgado de Asuntos Municipales. Además en el pueblo funcionan centros y puestos de salud, oficina de correos, estadio de fútbol, servicio de teléfonos, bancos del sistema, juzgado de paz, estación de Policía Nacional Civil, delegación del Ministerio Público, el Registro Nacional de Personas (RENAP), CONTIERRA, hoteles, restaurantes y gasolineras.

## Geografía física

### Orografía
Su topografía por lo general es plana, y a las llanuras en donde se ubica la cabecera municipal se les denomina «sabana».  Las montañas que atraviesan el municipio forman parte de la Sierra del Lacandón.

### Hidrografía
| Tipo      | Nombres |
| --------- | --- |
| Ríos      | Usumacinta, La Pasión, Subín, San Pedro, Sacluk, Agua Dulce, Chocop, Tamarís, Yax. Además existen alrededor de 25 arroyos.                                                                                        |
| Rápidos   | Guadalupe y Mactún. |
| Lagunas   | San Diego, La Gloria, Larga, Mendoza, Perdida, Pucté, y Yaxtunilá. |
| Lagunetas | Existen aproximadamente treinta lagunetas; entre ellas: El Repasto, El Reloj, Las Cuaches, Agua Dulce, Bolamchac, Bucutal, Buena Vista, El Curro, Itzán, y Lacandón.                                              |
| Aguadas   | El municipio tiene alrededor de treinta aguadas, entre las que están: Santa Cruz, Copoón, Ixpuc, Agua Clara, Cansoc, Copoíto, chilonché, Chimaj, Los Canchees, El Jabín, Naranjo, Tabacal, Ox, Sapejá, y La Loca. |

### Clima
La cabecera municipal de La Libertad tiene clima tropical (Clasificación de Köppen: Am) y la altura de su cabecera municipal es de 188 m s. n. m.
- Humedad relativa: 83 %
- Nubosidad: 5/8

| Parámetros climáticos promedio de Flores | Parámetros climáticos promedio de Flores | Parámetros climáticos promedio de Flores | Parámetros climáticos promedio de Flores | Parámetros climáticos promedio de Flores | Parámetros climáticos promedio de Flores | Parámetros climáticos promedio de Flores | Parámetros climáticos promedio de Flores | Parámetros climáticos promedio de Flores | Parámetros climáticos promedio de Flores | Parámetros climáticos promedio de Flores | Parámetros climáticos promedio de Flores | Parámetros climáticos promedio de Flores | Parámetros climáticos promedio de Flores |
| Mes                                      | Ene.                                     | Feb.                                     | Mar.                                     | Abr.                                     | May.                                     | Jun.                                     | Jul.                                     | Ago.                                     | Sep.                                     | Oct.                                     | Nov.                                     | Dic.                                     | Anual                                    |
| ---------------------------------------- | ---------------------------------------- | ---------------------------------------- | ---------------------------------------- | ---------------------------------------- | ---------------------------------------- | ---------------------------------------- | ---------------------------------------- | ---------------------------------------- | ---------------------------------------- | ---------------------------------------- | ---------------------------------------- | ---------------------------------------- | ---------------------------------------- |
| Temp. máx. media (°C)                    | 26.6                                     | 27.7                                     | 29.1                                     | 30.9                                     | 32.1                                     | 31.7                                     | 30.2                                     | 30.6                                     | 30.1                                     | 28.8                                     | 27.5                                     | 26.4                                     | 29.3                                     |
| Temp. media (°C)                         | 22.4                                     | 23.0                                     | 24.5                                     | 26.2                                     | 27.5                                     | 27.4                                     | 26.2                                     | 26.4                                     | 26.0                                     | 24.9                                     | 23.4                                     | 22.1                                     | 25                                       |
| Temp. mín. media (°C)                    | 18.2                                     | 18.3                                     | 20.0                                     | 21.6                                     | 23.0                                     | 23.2                                     | 22.2                                     | 22.2                                     | 22.0                                     | 21.0                                     | 19.3                                     | 17.9                                     | 20.7                                     |
| Precipitación total (mm)                 | 79                                       | 61                                       | 42                                       | 41                                       | 149                                      | 226                                      | 203                                      | 204                                      | 264                                      | 232                                      | 136                                      | 105                                      | 1742                                     |
| Fuente: Climate-Data.org                 |                                          |                                          |                                          |                                          |                                          |                                          |                                          |                                          |                                          |                                          |                                          |                                          |                                          |

### Ubicación geográfica
El municipio de La Libertad está en el departamento de Petén y colinda con varios estados de México:
- Norte: Con el municipio de Tenosique de México
- Sur: Sayaxché, Las Cruces y San Francisco, municipios del departamento de Petén
- Sureste: San Francisco y Sayaxché, municipios del departamento de Petén
- Suroeste: Las Cruces, municipio del departamento de Petén
- Este: San Benito, municipio del departamento de Petén
- Oeste: Benemérito de las Américas de Chiapas y Tenosique del estado de Tabasco, estados de México[6]

|                                                        | Norte: Tenosique                       |                                 |
| Oeste: Benemérito de las Américas de Chiapas Tenosique |                                        | Este: San Benito                |
| Suroeste: Las Cruces                                   | Sur: Sayaxché Las Cruces San Francisco | Sureste: San Francisco Sayaxché |

## Gobierno municipal
Los municipios se encuentran regulados en diversas leyes de la República, que establecen su forma de organización, lo relativo a la conformación de sus órganos administrativos y los tributos destinados para los mismos.  Aunque se trata de entidades autónomas, se encuentran sujetos a la legislación nacional y las principales leyes que los rigen desde 1985 son:
| N.º | Ley                                                | Descripción |
| --- | -------------------------------------------------- | --- |
| 1   | Constitución Política de la República de Guatemala | Tiene una regulación legal específica para los municipios en los artículos 253 al 262. |
| 2   | Ley Electoral y de Partidos Políticos              | Ley de carácter constitucional aplicable a los municipios en el tema de la conformación de sus autoridades electas. |
| 3   | Código Municipal                                   | Decreto 12-2002 del Congreso de la República de Guatemala. Tiene la categoría de ley ordinaria y contiene preceptos generales aplicables a todos los municipios, e inclusive contiene legislación referente a la creación de los municipios.             |
| 4   | Ley de Servicio Municipal                          | Decreto 1-87 del Congreso de la República de Guatemala. Regula las relaciones entra la municipalidad y los servidores públicos en materia laboral. Tiene su base constitucional en el artículo 262 de la constitución que ordena la emisión de la misma. |
| 5   | Ley General de Descentralización                   | Decreto 14-2002 del Congreso de la República de Guatemala. Regula el deber constitucional del Estado, y por ende del municipio, de promover y aplicar la descentralización y desconcentración económica y administrativa.                                |

El gobierno de los municipios de Guatemala está a cargo de un Concejo Municipal mientras que el código municipal —ley ordinaria que contiene disposiciones que se aplican a todos los municipios— establece que «el concejo municipal es el órgano colegiado superior de deliberación y de decisión de los asuntos municipales […] y tiene su sede en la circunscripción de la cabecera municipal». Por último, el artículo 33 del mencionado código establece que «[le] corresponde con exclusividad al concejo municipal el ejercicio del gobierno del municipio».
El concejo municipal se integra con el alcalde, los síndicos y concejales, electos directamente por sufragio universal y secreto para un período de cuatro años, pudiendo ser reelectos.
Existen también las Alcaldías Auxiliares, los Comités Comunitarios de Desarrollo (COCODE), el Comité Municipal del Desarrollo (COMUDE), las asociaciones culturales y las comisiones de trabajo. Los alcaldes auxiliares son elegidos por las comunidades de acuerdo a sus principios y tradiciones, y se reúnen con el alcalde municipal el primer domingo de cada mes, mientras que los Comités Comunitarios de Desarrollo y el Comité Municipal de Desarrollo organizan y facilitan la participación de las comunidades priorizando necesidades y problemas.

## Historia
El año de fundación es alrededor de 1795, donde se encuentra ubicado el casco urbano de esta población, estuvo habitada por aborígenes lacandones diseminados luego de la Conquista del Petén, por Martín de Urzúa y Arismendi en 1697, dándole el nombre de «Sacluk», que en lengua maya significa «Lodo Blanco». Posteriormente arribaron y se establecieron en el lugar unas familias mestizas adineradas procedentes de Yucatán, México, quienes se dedicaban a la cría de ganado vacuno y caballar y quienes, sin quitarle el antiguo nombre, le antepusieron el de «Guadalupe», en honor de la Virgen de Guadalupe. El nombre de «Guadalupe Sacluk» se conservó hasta el 7 de febrero de 1880, fecha en que se le nombró como cabecera departamental por acuerdo gubernativo, y fue renombrada desde esa fecha con el patriótico nombre de «La Libertad».
El título de Cabecera Departamental solamente lo tuvo por dos años ya que el 24 de octubre de 1882, nuevamente Flores fue designada como cabecera, ya que -según las autoridades de la época-el pueblo de La Libertad no reunía las condiciones necesarias para seguir siendo la cabecera. Este acuerdo lo firmó el general José María Orantes, encargado de la Jefatura de Gobierno de la República de Guatemala, en ausencia del general Justo Rufino Barrios.

### Comisión de Límites con México

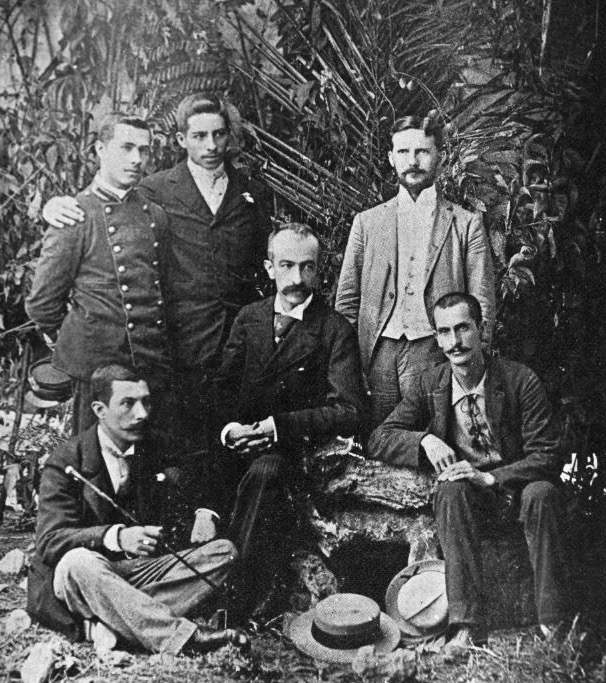
Comisión de ingenieros de Guatemala en el proyecto de la delimitación de límites con México.

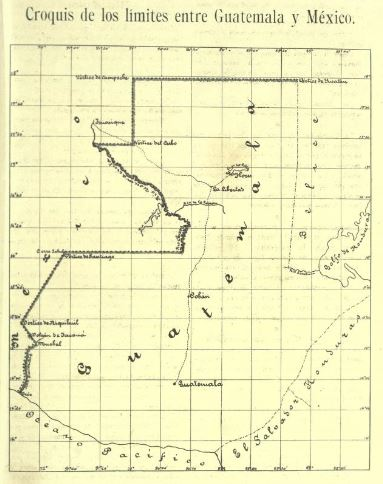
Croquis de los límites de Guatemala y México luego de que la comisión de límites concluyera los trabajos topográficos en 1896.

Los límites del municipio de La Libertad y del resto de la frontera con los municipios en México fueron producto de una ardua labor que llevó varias décadas.  Todo se inició cuando en virtud del convenio celebrado en la capital de México el 7 de diciembre de 1877 por los representantes de ambos países, fueron nombradas dos comisiones de ingenieros, una por cada nación para que reconocieran la frontera y levantaran un plano que sirviera para las negociaciones entre los dos países; aunque sólo se hizo un mapa de la frontera comprendida entre las faldas del volcán Tacaná y el océano Pacífico, se celebró la reunión del presidente Justo Rufino Barrios y Matías Romero, representante mexicano, en Nueva York el 12 de agosto de 1882, en la que se sentaron las bases para un convenio sobre límites, en las cuales hizo constar que Guatemala prescindía de los derechos que le asistieran sobre Chiapas y Soconusco y se fijaron los límites definitivos.  En noviembre de 1883, se dio principio al trazado de la frontera y al levantamiento del plano topográfico de sus inmediaciones, siendo jefe de la comisión guatemalteca el astrónomo Miles Rock, y sus colaboradores Edwin Rockstroh, Felipe Rodríguez, Manuel Barrera y Claudio Urrutia. En el primer año de trabajo se llegó únicamente al cerro Ixbul, y en el siguiente se buscó llegar al Río Usumacinta o al Río Chixoy, pero fue en extremo difícil debido a que no había caminos en el área.  
En su informe al Gobierno de la República de Guatemala en 1900, el ingeniero Claudio Urrutia indicó que: «[...] el tratado fue fatal para Guatemala. En todo con lo que la cuestión de límites se relacionó durante aquella época, existe algo oculto que nadie ha podido descubrir, y que obligó a las personas que tomaron parte en ello por Guatemala a proceder festinadamente o como si obligados por una presión poderosa, trataron los asuntos con ideas ajenas o de una manera inconsciente». Y luego continúa: «Guatemala perdió por una parte cerca de 15.000 km y ganó por otra, cosa de 5,140 km. Resultado: Una pérdida de 10,300 km. Guatemala perdió catorce pueblos, diecinueve aldeas y cincuenta y cuatro rancherías, con más de 15,000 guatemaltecos, mientras que México perdió un pueblo y veintiocho rancherías con 2500 habitantes: júzguese la equidad en las compensaciones».
En la torre de la iglesia católica se encuentra instalado un reloj marca «Esmeralda», de fabricación mexicana que data de 1910, y que ha funcionado sin problemas desde su instalación; este reloj fue donado por el don Manuel Sisniega Otero, quien lo llevó a lomo de mula desde México. Su feria titula en honor a la Virgen de Guadalupe, se celebra del 3 al 12 de diciembre, siendo el 12 de diciembre el día principal.

### Guerra Civil: Masacre de Las Dos Erres
La Masacre de Las Dos Erres fue perpetrada por una unidad militar de fuerzas especiales (kaibil) de las Fuerzas Armadas de Guatemala durante el breve gobierno de facto del general Efraín Ríos Montt en el parcelamiento de ese nombre entre el 6 y el 8 de diciembre de 1982. La masacre, que dejó doscientos un campesinos muertos y se produjo en el marco de la Guerra Civil de Guatemala.
El parcelamiento de Las Dos Erres, fue fundado en 1978, como parte de la colonización del Petén fomentada por el gobierno del General Fernando Romeo Lucas García, a través de la entidad Fomento y Desarrollo Económico de Petén (FYDEP), la que por medio de su Departamento de Colonización distribuyó tierra gratuitas a campesinos en el vasto departamento petenro. En este sitio de La Libertad se autorizó repartir 100 caballerías de tierras fiscales a Federico Aquino Ruano y Marcos Reyes, para repartirlas en lotes de una, dos y cinco caballerías a todo aquel que lo solicitara.
A principios de 1982, varios miembros de la insurgente FAR (Fuerzas Armadas Rebeldes) realizaron actos de presencia en el parcelamiento Las Dos Erres y en el mes de septiembre emboscaron a una unidad del Ejército de Guatemala en el área, causándole alrededor de veinticinco bajas, robándoles diecisiete fusiles y equipo militar, lo que resultó en un incremente de unidades militares en el área.
Ante esta situación, el Ejército organizó la Patrulla de Autodefensa Civil en Las Dos Erres, pero ante la negativa de algunos de los habitantes del parcelamiento de Las Dos Erres, el Ejército comenzó a difundir que los habitantes de esa comunidad eran guerrilleros y una de las pruebas eran los sacos que contenían maíz y frijol con la marca FAR (Federico Aquino Ruano).

## Recursos Naturales
La mayoría de recursos naturales de este municipio se encuentra en el Parque nacional Sierra del Lacandón. 
El municipio de La Libertad es el segundo municipio en extensión territorial, tiene una rica biodiversidad, tanto de flora como fauna. Dentro de la Sierra del Lacandón se encuentra actualmente el hábitat de las guacamayas rojas. Entre los bosques se encuentran: El Caobal, El Pedregal, La Pimienta, Montaña Chiquibul y Yaltunix. Entre los pantanos o humedales están: Campo Verde, La Vaca y El Pejelagarto. Y dentro de las sabanas podemos mencionar El Zos, Caltó, El Guanal y El Quinín.

### Petróleo
El contrato de concesión N.º 2-85 se refiere al «campo Xan» (cuarenta y siete pozos perforados), cuya exploración inicia al principio de la década de 1950. Este contrato está inicialmente vinculado a la empresa Basic Resources, fundada en los años 60 por John D. Park, uno de los abogados que participó en la elaboración del Código del Petróleo tras la contrarrevolución de 1954. Basic Resources comienza a explorar los posibles yacimientos petroleros en Guatemala durante la década de 1970 e inició su explotación comercial en 1980, en medio de la Guerra Civil de Guatemala y represión del Estado. Es la década de 1970, que Basic Resources se asocia a un consorcio llamado «Operación Conjunta», dirigido por la empresa pública francesa Elf Aquitaine.
Para 1993, Basic Resources ya tenía establecida una refinería en La Libertad, y un oleoducto hasta los pozos Xan en la Laguna del Tigre.
Basic Resources firmó el 13 de agosto de 1985 el contrato 2-85 con el Ministerio de Energía y Minas (MEM), por una duración de 25 años.
A partir de los años 90 y con la promulgación de leyes sobre áreas protegidas civil comienza a organizarse para denunciar los impactos negativos de la explotación petrolera en la Laguna del Tigre.
La explotación de Basic Resources en esta zona ha sido duramente criticada por sus consecuencias ambientales, que no logra ocultar a pesar de la implantación de supuestos proyectos de conservación del medio ambiente. Finalmente, al finalizar de la década de 1990 la empresa Basic Resources fue comprada por la compañía estadounidense Union Pacific, y vendida de nuevo en 2001, por 102,5 millones de dólares a la sociedad privada francesa Perenco.

## Arqueología
De igual manera que todo el departamento de El Petén en el municipio de La Libertad se encuentran los famosos sitios arqueológicos de Piedras Negras, Yaxchilán, Itzimté, Moctún y el famoso petrograbado de San Diego.

## Agricultura
La Libertad es considerado el granero del país, por el hecho de que es uno de los municipios productores a nivel nacional de maíz, teniéndose una estimación de 2 millones de quintales, se produce frijol, siendo un productor de buena calidad, con más de quinientos mil quintales; la producción de ganado bobino es sumamente importante si tomamos en cuenta que a nivel nacional el 15% del ganado vacuno está en las sabanas libertecas ostentando el primer lugar a nivel nacional, funcionando en la cabecera municipal la primera Planta Procesadora de Carne en El Petén que está la capacidad de destazar trescientas reses diarias en dos turnos, siendo producto que en su mayoría es para satisfacer el mercado regional e internacional; además funciona el Centro Genético de Petén  que permite perfeccionar el hato ganadero, bajando los costos de producción e impulsa las cadenas productivas de productos lácteos y cárnicos. La producción de papaya ha tenido un incremento gracias a la asistencia del gobierno, produciendo más de mil cajas semanales para exportación, siendo El Salvador el destino del sesenta por ciento de la producción.

## Infraestructura
Las carreteras que existen son de segunda, tercera y cuarta categoría; hay más de seiscientos kilómetros de caminos, de los cuales solamente doscientos están asfaltados.  El municipio cuenta con servicio de bus diario a la ciudad de Guatemala, y a los municipios y comunidades circunvecinas en horario que varía entre las 5.00 a las 21.00; hay servicio de Correos y Telégrafos con alcance nacional e internacional.

## Transporte Aéreo

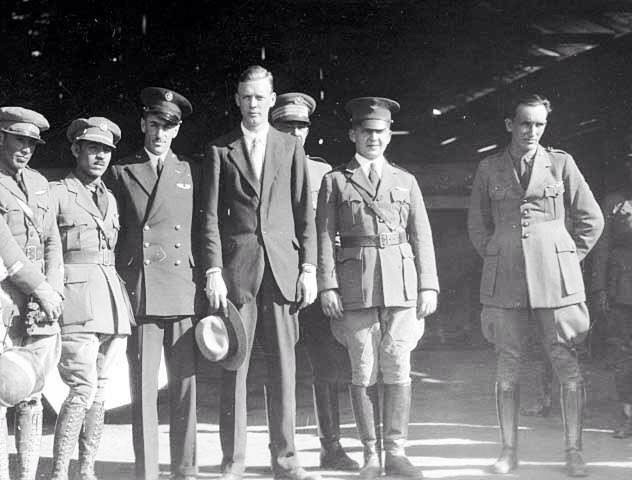
El coronel Jacinto Rodríguez Díaz junto al coronel estadounidense Charles Lindbergh y los pioneros de la aviación de Guatemala: Ricardo Rodas y Miguel García Granados III.

En el municipio de La Libertad aterrizó por primera vez un avión en Petén en 1926, siendo su piloto el coronel Miguel García Granados. Luego de este vuelo, en 1929 llegó el famoso piloto estadounidense Charles Lindbergh acompañado del coronel Jacinto Rodríguez Díaz; en esta población se construyó el aeródromo desde donde se tenía comunicación con el resto del país, el cual funcionó hasta la década de 1960. Dentro de las aerolíneas que utilizaron dicha pista estuvieron Panamerican, Aviateca y Aerovías.

## Deportes
El deporte local que apasiona a los libertecos es el fútbol, que desde los inicios del siglo XX empezó a practicarse principalmente por los inmigrantes europeos que conocían de dicho deporte en Europa, entre ellos mencionaremos al cantábrico Luis Barquín Ostolaza, Tomás Aldecoa, entre otros, pero quién llevó la efervescencia fue Carlos Baldizón, quién por la década de 1920, estudiaba en la Escuela Facultativa de Medicina en la Ciudad de Guatemala, y por ser parte de dicho equipo en la liga capitalina, supo transmitir la pasión a toda la población.  El uniforme original lucía rayas rojo y blanco, imitando los colores del Athletic Club, de Bilbao España. Para 1930 el equipo «La Libertad» protagonizaba los clásicos futbolísticos de la región contra los equipos de San Francisco y de Ciudad Flores, luciendo los colores azul y blanco imitando al Erandio de Bilbao. En la década de 1970 quedó instituida la indumentaria azul con vivos blancos, llamándose desde entonces «Libertad FC».
El estadio municipal «Manuel Barquín» fue inaugurado el 12 de diciembre de 1976 con capacidad para dos mil personas.

## Hermanamiento
- Chiapas Palenque (2014)[18]

### Hermanamiento con Palenque
- Firman hermanamiento de Palenque y Municipalidad de Petén
- Firman Palenque y Petén acuerdo de hermanamiento turístico
- Hermanamiento de ciudades mayas Archivado el 3 de septiembre de 2014 en Wayback Machine.
- Palenque y la Libertad firman acuerdo para reforzar frontera México-Guatemala
- Anuncia Guatemala hermanamiento con municipio de Palenque
- Guatemala y México firman convenio para fortalecer turismo en frontera
- Municipios de Petén y México se hermanan
- Refuerzan frontera en área comercial
- Coordinación política de Chiapas

- Datos: Q164481
- Multimedia: La Libertad, El Petén / Q164481